# Râul Oboarele Mari
Râul Oboarele Mari este un curs de apă, afluent al râului Năvrap. 